# Bizkaia Arena
La Bizkaia Arena è un'arena coperta di Barakaldo, comune dell'area metropolitana di Bilbao. È il più grande complesso polifunzionale spagnolo con una capacità di posti che può arrivare a 26.000 per eventi pubblici e di 18.640 posti eventi sportivi. L'arena è parte del complesso Bilbao Exhibition Centre (BEC), il nuovo centro congressi ed esibizioni di Bilbao e Biscaglia dall'aprile del 2004.
Il plesso ospita regolarmente partite di pallacanestro. Dal 2009 è la casa del Bilbao Basket (nel 2007 e nel 2008 ospitava occasionalmente le partite principali del club). Ha ospitato nel 2010 le final eight della Copa del Rey, e le gare del mondiale di basket FIBA 2014, disputato in Spagna.
Numerosi gruppi pop e rock hanno suonato alla Bizkaia Arena, tra i quali Bryan Adams (2005), Bruce Springsteen (2007), AC/DC (Black Ice World Tour, 2009), Leonard Cohen (2009), i Jonas Brothers (2009) e Rammstein (2009).
Il palazzetto viene utilizzato anche per altri generi di spettacoli (opera, Disney on Ice, etc.), convegni e congressi di ogni tipo.